# Imre Lajos (irodalomtörténész, 1858–1923)
Imre Lajos (Hódmezővásárhely, 1858. július 18. – Hódmezővásárhely, 1923. április 29.) irodalomtörténész, bölcseleti doktor és főgimnáziumi tanár.

## Élete
Imre Sándor nyelvész, egyetemi tanár fia, Imre József (1851–1933) orvos testvére. Gimnáziumi osztályait a debreceni, majd az V.-től kezdve a kolozsvári református főgimnáziumban végezte. Azután a kolozsvári egyetem hallgatója és a tanárképző tagja lett. Tanári vizsgálatot tett 1881-ben. Ugyanezen év szeptemberétől kezdve három iskolai éven át helyettes tanár volt a debreceni református főiskola gimnáziumában, 1884-től rendes tanár Hódmezővásárhelyen. 1886-ban bölcseletdoktori szigorlatot tett. 1887-ben feleségül vette a kolozsvári Fazekas Jankát, akitől hat gyermeke született. 1904 és 1917 között a hódmezővásárhelyi főgimnázium igazgatója volt, 1917-ben vonult nyugdíjba.

## Írásai
Cikkei és értekezései az Abafi-féle Figyelőben (IV. 1878. Báró Amade László egy költeményéről. Bár ne tudtam volna ..., IX. 1880. A Pannonia megvételéről szóló ének, XIV. 1883. Nyéki Vörös Mátyásnak egyik énekéről), a Debreczeni Prot. Lap tanügyi mellékletében (1882. Mutatvány a Heltai meséihez készített szótárból. Az iskolai katonai gyakorlatokról), a Történelmi Tárban (1884. A debreczeni szűcsök rendszabályai a XVI. században), a hódmező-vásárhelyi ev. ref. főgymnasium Értesítőjében (1886. A czinkotai kántorról szóló adoma és rokonai), az erdélyi múzeum-egylet Kiadványaiban (V. 1888. A botcsinálta doktor Molièrenél és Kazinczynál), a Hód-Mező-Vásárhelyben (1891. Játékok és katonai gyakorlatok az iskolában), az Erdélyi Múzeumban (X. 1893. A magyar Faust), az Irodalomtörténeti Közleményekben (1894. Adalékok a 90-es évek irodalmához) és könyvismertetések a Budapesti Szemlében, a Család és Iskolában.

## Munkái
- Heltai Gáspár meséinek eredete és nyelve. Kolozsvár, 1885 (bölcselet-doktori értekezés)
- Heltai Gáspár meséinek kiadása. Budapest, 1896